# Macikowo
Macikowo – wieś w Polsce położona w województwie kujawsko-pomorskim, w powiecie golubsko-dobrzyńskim, w gminie Golub-Dobrzyń.

## Podział administracyjny
Wieś rządowa Królestwa Kongresowego, położona była w 1827 roku w powiecie lipnowskim, obwodzie lipnowskim województwa płockiego. Do 1954 roku miejscowość była siedzibą gminy Nowogród. W latach 1975–1998 miejscowość administracyjnie należała do województwa toruńskiego.

## Demografia
Według Narodowego Spisu Powszechnego (III 2011 r.) wieś liczyła 315 mieszkańców. Jest piętnastą co do wielkości miejscowością gminy Golub-Dobrzyń.